# Ceratonema christophi
Ceratonema christophi  (лат.) (слизневидка Христофа) — вид бабочек рода Ceratonema из семейства слизневидок (Limacodidae). Дальний Восток России (юг Амурской области и Хабаровского края, Приморье), Япония.

## Описание
Мелкие бабочки с широкими крыльями и коренастым телом, светло-жёлтые. Размах крыльев 17 — 19 мм. Глазки и хоботок бабочек редуцированы. Лабиальные щупики хорошо развиты, 3-члениковые. Грудные ноги сильно уменьшены, брюшные полностью редуцированы. Лёт бабочек с июня по август. Вид был впервые описан в 1888 году немецким лепидоптерологом Людвигом Карлом Грэзером (Ludwig Carl Friedrich Graeser; 1840—1913) под первоначальным названием Heterogenea christophi Graeser, 1888.